# Estação St James

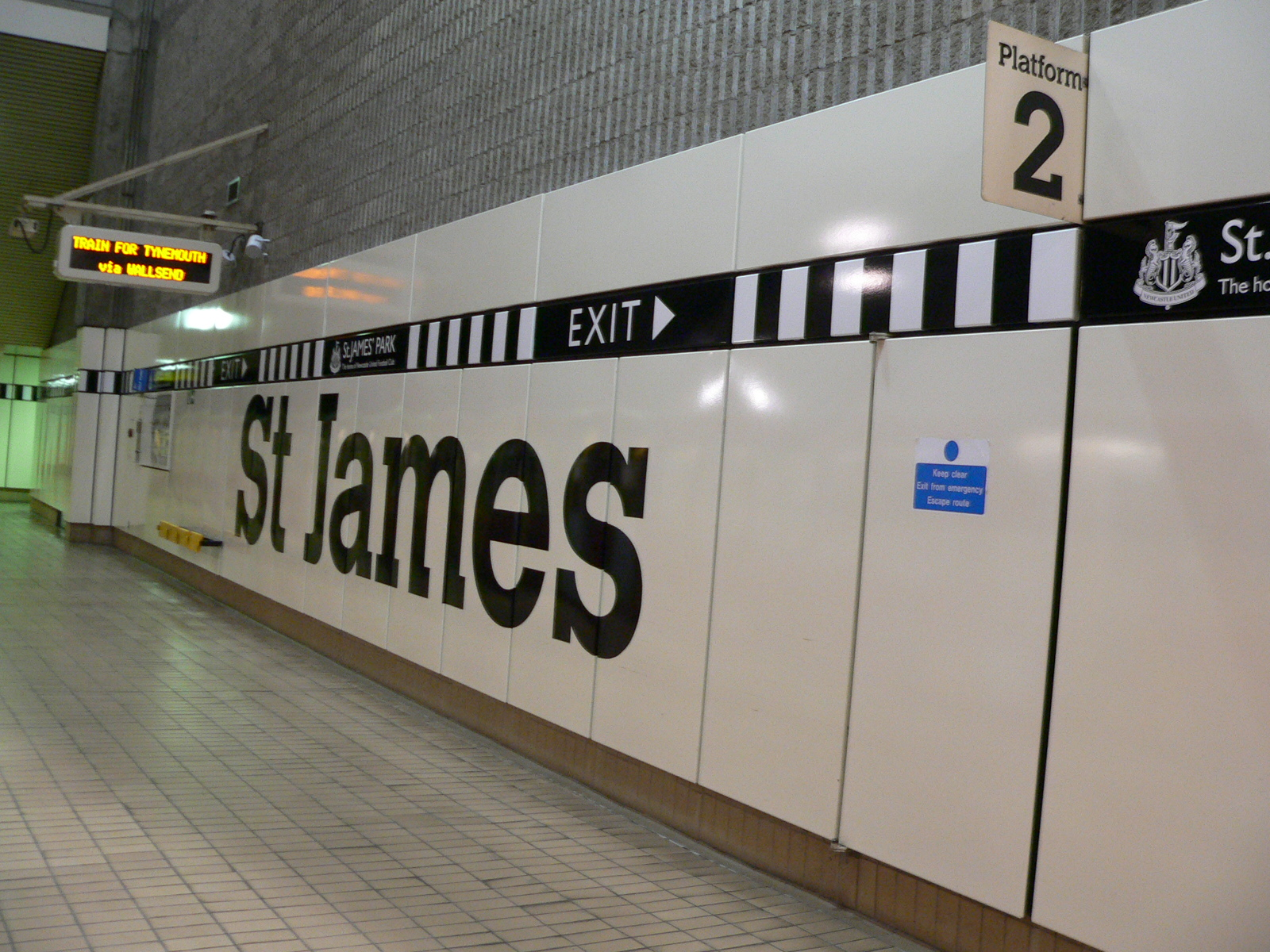

St James é uma das estações terminais da linha amarela do Metro de Newcastle, em Inglaterra.
| Oeste ou norte     |  |                                            |  | Leste ou Sul                                               |
| ------------------ |  | ------------------------------------------ |  | ---------------------------------------------------------- |
|                    |  | Linha amarela (Metro de Newcastle) término |  | Monument (en) sentido South Shields através da Whitley Bay |
| editar no Wikidata |  |                                            |  |                                                            |